# Filip Chvátal
Filip Chvátal (* 27. května 1986 Brno) je český politik a geograf, od roku 2018 zastupitel města Brna (v letech 2018 až 2024 též radní města a od roku 2024 pak náměstek primátorky), od roku 2014 zastupitel městské části Brno-střed, člen KDU-ČSL.

## Život
V letech 2005 až 2010 vystudoval geografii a regionální rozvoj na Přírodovědecké fakultě Masarykovy univerzity, kde následně v roce 2013 úspěšně složil rigorózní zkoušku (získal titul RNDr.). Na téže fakultě pak v roce 2018 úspěšně zakončil i doktorské studium v oboru regionální geografie a regionální rozvoj (získal titul Ph.D.). K tomu ještě v letech 2005 až 2009 vystudoval bakalářský obor pedagogické asistentství německého a ruského jazyka a literatury pro základní školy na Pedagogické fakultě Masarykovy univerzity.
V letech 2013 až 2015 působil jako koordinátor meziobecní spolupráce ve správním obvodu ORP Šlapanice, v roce 2015 se stal manažerem Dobrovolného svazku obcí Šlapanicko, kde koordinoval především výstavbu cyklostezek. Od listopadu 2015 do listopadu 2018 byl místopředsedou dozorčí rady Dopravního podniku města Brna, od ledna 2019 do srpna 2022 pak členem kontrolní komise Euroregionu Pomoraví.
Filip Chvátal je ženatý, žije v Brně, konkrétně v městské části Brno-střed.

## Politická kariéra
Angažoval se ve spolku Mladí lidovci, který sdružuje mladé členy a příznivce KDU-ČSL – od února 2017 do března 2019 byl předsedou spolku.
V komunálních volbách v roce 2010 kandidoval jako nestraník za KDU-ČSL do Zastupitelstva městské části Brno-střed, ale neuspěl. Následně v roce 2010 do KDU-ČSL vstoupil a ve volbách v roce 2014 se již stal zastupitelem městské části Brno-střed. V následujícím volebním období zastával funkci předsedy Komise výstavby, územního rozvoje a strategického plánování Rady městské části Brno-střed a byl členem Komise pro strategické a územní plánování Rady města Brna a Komise dopravy Rady města Brna. Ve volbách v roce 2018 post zastupitele MČ obhájil, stejně tak i ve volbách v roce 2022, kdy byl lídrem kandidátky „Lidovci a Starostové“.
Ve volbách v roce 2014 kandidoval za KDU-ČSL i do Zastupitelstva města Brna, ale neuspěl. Zvolen byl až ve volbách v roce 2018. V listopadu 2018 se navíc stal radním města pro územní plánování a rozvoj města. Ve volbách v roce 2022 obhájil post zastupitele města jako člen KDU-ČSL na kandidátce subjektu „Lidovci a Starostové“. V říjnu 2022 byl opět zvolen radním města, tentokrát pro participativní rozpočet, Brno bezbariérové, zdravé město a prorodinnou politiku.
Ve volbách do Poslanecké sněmovny PČR v roce 2021 kandidoval z pozice člena KDU-ČSL na posledním 34. místě kandidátky koalice SPOLU (tj. ODS, KDU-ČSL a TOP 09) v Jihomoravském kraji, zvolen ale nebyl.
V červnu 2023 se popral se svým koaličním kolegou z ODS Robertem Kerndlem na oslavě brněnských politiků na hradě Špilberk, z incidentu si odnesl dlahu na prostředníčku. Když ke konci ledna 2024 odstoupil z pozice náměstka primátorky Jaroslav Suchý, nahradil jej v pozici náměstka právě Chvátal. V gesci má oblast životního prostředí, vodního a lesního hospodářství, zemědělství, prorodinné politiky, oblast bezbariérovosti a projekt Brno - zdravé město.